# Direction des ressources humaines (administration française)
La Direction des ressources humaines (DRH) est une direction de l'administration publique centrale française, rattachée au secrétariat général des ministères chargés des affaires sociales (SGMCAS) qui assiste, pour l'administration et la conduite des affaires de leurs ministères, les ministres chargés du travail, de l'emploi, de la santé, de la sécurité sociale, des solidarités, de la cohésion sociale, de la jeunesse, de la vie associative, de la ville et des sports.

## Origine
En 1990 (par un décret du 30 juillet 1990), la direction de l'administration générale du personnel et du budget (DAGPB) donne naissance par scission à la direction de l'administration générale et de la modernisation des services (DAGEMO). La DAGEMO ayant la charge de la gestion des personnels et du budget du ministère chargé du travail et la DAGPB la charge de la gestion des personnels et du budget du ministère chargé de la santé ainsi que la gestion des corps communs à ces ministères.
Créée le 5 novembre 1982, la Mission centrale d’appui et de coordination des services extérieurs de l’emploi et de la main d’œuvre (MICAPCOR) est rattachée en 1990 à la DAGEMO puis absorbée par la Direction générale du travail (DGT), à sa création en 2006. En 2006 est créée la Délégation à l’information et à la communication, par regroupement de la sous-direction de la communication de la DAGEMO et du service de la communication du secteur santé.
En 2009, la DAGPB devient DRH en perdant ses attributions financières.
En 2013, la DRH fusionne avec la DAGEMO et est rattachée au secrétariat général des ministères chargés des affaires sociales.
Joël Blondel, ancien DAGEMO et précédemment DIRECCTE d'Île-de-France devient le 16 octobre 2013 (JORF du 18 octobre 2013)  premier directeur de cette nouvelle direction des ressources humaines.
Par décret du 24 octobre 2018, Pascal Bernard (ancien DRH de La Poste) devient le nouveau directeur des ressources humaines.

## Missions et organigramme
La Direction des ressources humaines comprend : 
la sous-direction du pilotage des ressources, du dialogue social et du droit des personnels ; 
la sous-direction des carrières, des parcours et de la rémunération des personnels ; 
la sous-direction de la qualité de vie au travail ; 
la mission des cadres dirigeants et supérieurs
Le directeur des ressources humaines dispose par ailleurs :
d'une cheffe de cabinet et d'une responsable de la communication ; 
d'une direction de projet et mission des réseaux d’administration centrale, déconcentrés, des ARS et des opérateurs ; 
d'une direction de projet "animation du réseau des DIRECCTE ; 
d'une direction de projet ONP et la mission de pilotage des systèmes d’information ; 
d'une direction de projet "modernisation et projet de service" ; 
d'un bureau des ressources humaines et des affaires générales.

### Directeurs
- 1990 - 1991 : Yves Carcenac
- 1991 - 1994 : Jean-Claude Perrel (premier directeur à faire évoluer l'organigramme)
- 1994 - 1998 : Pierre Soutou
- 1998 - 2000 : Marie-Caroline Bonnet-Galzy
- 2000 - 2004 : Dominique Lacambre (réorganise la DAGEMO autour de pôles spécifiques)
- 2004 - 2008 : Jean-René Masson
- 2008 - 2011 : Luc Allaire
- 2011 - 2018 : Joël Blondel
- 2018 - 20?? : Pascal Bernard

## Organisation détaillée
La sous-direction du pilotage des ressources, du dialogue social et du droit des personnels comprend :
le bureau de la gestion prévisionnelle des emplois et des compétences et des dialogues de gestion ; 
le bureau de l’animation du dialogue social ; 
le bureau du recrutement ;le bureau de la formation ; 
le bureau des statuts et de la réglementation ; 
le bureau de l’appui juridique et du contentieux ; 
le bureau de l’allocation des ressources et de la politique de rémunération.
Missions :
- Animer la démarche GPEC, établir les bilans sociaux, conduire les dialogues de gestion avec chacune des structures relevant des ministères chargés des affaires sociales et en assurer le suivi ; 
- Animer le dialogue social, conduire la négociation collective, veiller à la mise en œuvre des droits et moyens syndicaux et assurer la veille sociale ; 
- Etablir les programmes des épreuves des concours et examens et réaliser les recrutements décidés ou les faire réaliser lorsque cette fonction est déconcentrée ; 
- Définir les modalités des formations initiales des stagiaires et élèves fonctionnaires et préparer leur titularisation et leur accueil dans les services, conduire la politique de formation professionnelle de l’ensemble des personnels, assurer la tutelle des organismes publics chargés de la formation initiale et continue des agents et animer les réseaux des correspondants formation ; 
- Concevoir la politique statutaire des ministères chargés des affaires sociales, élaborer les textes relatifs aux statuts des corps qui en relèvent et veiller à l’application du statut général de la fonction publique de l’État et de la réglementation applicable aux agents non titulaires et aux personnels de droit privé ; 
- Assurer la veille et l’appui juridique dans le domaine des ressources humaines, traiter les recours contentieux dirigés contre tout acte ou décision relevant de la compétence de la direction et d’assurer la protection des agents (sous reserve des  ttributions de la direction des affaires juridiques); 
- Participer à la préparation du projet de loi de finances et à la programmation des crédits, répartir les plafonds d’emplois, veiller au respect de ces plafonds, contribuer au pilotage de la masse salariale, piloter la politique de rémunération. (sous réserve des compétences du directeur des finances, des achats et des services, responsable des programmes supports) 
La sous-direction des carrières, des parcours et de la rémunération des personnels comprend :
la mission des parcours professionnels ; 
le bureau de l’encadrement supérieur et des personnels contractuels ; 
le bureau des personnels techniques et d’inspection des affaires sanitaires et sociales ; 
le bureau des personnels de la jeunesse et des sports, de l’éducation nationale et des instituts spécialisés ; 
le bureau des personnels du travail et de l’emploi ; 
le bureau des personnels administratifs de catégorie A 
le bureau des personnels administratifs et techniques de catégories B et C ; 
le bureau d’appui à la gestion et aux opérations de rémunération.
Missions :
- Construire et mettre en œuvre une politique d’accompagnement individualisé des parcours professionnels tenant compte des spécificités métiers des différents statuts des agents, des objectifs de la gestion prévisionnelle des effectifs, des emplois et des compétences des objectifs en matière d’égalité des chances ; 
- Assurer la gestion individuelle et collective de l’ensemble des personnels relevant des ministères chargés des affaires sociales ; 
- Assurer le versement des rémunérations principales et accessoires de ces personnels. 
La sous-direction de la qualité de vie au travail comprend :
le service de médecine de prévention de l’administration centrale 
la mission de la diversité et de l’égalité des chances ; 
le bureau des conditions de travail et de la médecine de prévention ; 
le bureau de l’action sociale ; 
le bureau des pensions, des validations de services et des accidents du travail.
Missions :
- Construire et animer la politique de promotion de la diversité et de prévention des discriminations, particulièrement la politique d’égalité professionnelle entre les femmes et les hommes, d’intégration des personnes handicapées et de gestion des âges ;  
- Conduire la politique d’hygiène et de sécurité dans le respect des orientations interministérielles, définir et piloter la politique ministérielle des conditions de travail et du suivi social et médical des agents dans tous les services et de la mettre en œuvre en administration centrale, notamment par l’action du service social du personnel et du service de médecine de prévention ; 
- Conduire la politique ministérielle d’action sociale dans le respect des orientations interministérielles, la mettre en œuvre en administration centrale, notamment en matière d’accueil de la petite enfance, de loisirs et de vacances, de logement, de restauration et de prestations sociales ; 
- Gérer les dossiers de pension de retraite, de réversion et d’invalidité, d’accidents du travail et de maladies professionnelles, assurer le droit à l’information retraite et gérer les instances responsables de la médecine statutaire.

## Siège
Avant 1965, la DAGPB siège dans le bâtiment hébergeant les services des ministères chargés des Affaires sociales et de la Santé, place de Fontenoy (7e arrondissement de Paris) puis jusqu'en 1974 au 7 rue de Tilsitt (17e arrondissement), dans l'hôtel de Gunzburg. Ensuite, elle déménage 44 rue Cambronne (15e arrondissement), dans un immeuble en location.
À partir de 1990, la DAGEMO siège dans un immeuble du Front-de-Seine, au 39-43 quai André-Citroën, la tour Mirabeau (15e arrondissement).